# PACIFIC (オムニバス・アルバム)
『PACIFIC』（パシフィック）は、1978年6月21日にリリースされたCBS/SONY SOUND IMAGE SERIESの1枚目のオムニバス・アルバム。

## 解説
- 1978年から1983年の間に、CBSソニーのプロデューサー（当時）橋本伸一によって企画された、細野晴臣、鈴木茂、山下達郎をはじめとする日本のトップサウンドクリエイターによる作品、パフォーマンスを収録した企画アルバムの第1弾である。
- またこのアルバムは、YMOのデビュー・アルバム『イエロー・マジック・オーケストラ』に収録される「コズミック・サーフィン」のプロトタイプも収録されている。

## 収録曲

### SIDE A
1. 最後の楽園 (4:01)
作曲・編曲：細野晴臣
2. コーラル・リーフ (3:46)
作曲・編曲：鈴木茂
3. ノスタルジア・オブ・アイランド (9:36)
PART I : バード・ウインド
PART II : ウォーキング・オン・ザ・ビーチ
作曲・編曲：山下達郎
4. スラック・キー・ルンバ (2:58)
作曲・編曲：細野晴臣

### SIDE B
1. パッション・フラワー (3:31)
作曲・編曲：鈴木茂
2. ノアノア (4:06)
作曲・編曲：鈴木茂
3. キスカ (5:24)
作曲・編曲：山下達郎
4. コズミック・サーフィン (5:03)
作曲・編曲：細野晴臣

## クレジット

### 最後の楽園
- Drums : 高橋ユキヒロ
- Bass,KORG Polyphonic,ARP ODYSSEY : 細野晴臣
- Guitar : 徳武弘文
- KORG Polyphonic,ARP ODYSSEY,Piano,Percussion : 坂本龍一
- Percussion : 浜口茂外也

### コーラル・リーフ
- Drums,Drum Synthesizer : 林立夫
- Bass : 高水健司
- Guitar : 鈴木茂
- FENDER Piano : 坂本龍一
- OBERHEIM Polyphonic : 佐藤準
- Percussion : 浜口茂外也
- Trumpet : 羽鳥幸次
- Tromborn : 新井英治
- Tenor Sax : ジェイク・H・コンセプション
- Strings : 玉野高久グループ
- Back Chorus : 伊集加代グループ

### ノスタルジア・オブ・アイランド

#### PART I: バード・ウインド
- Guitar : 山下達郎
- KORG Polyphonic : 坂本龍一

#### PART II: ウォーキング・オン・ザ・ビーチ
- Guitar : 山下達郎

### スラック・キー・ルンバ
- Drums : 高橋ユキヒロ
- Bass,Guitar,Percussion : 細野晴臣
- FENDER Piano : 坂本龍一
- E.Guitar : 徳武弘文
- Percussion : 浜口茂外也

### パッション・フラワー
- Drums : 林立夫
- Bass : 高水健司
- Guitar : 鈴木茂
- Piano, Glocken : 坂本龍一
- Percussion : 斉藤ノブ
- Percussion,Fulte : 浜口茂外也
- Trumpet : 鈴木武久、村田文治、吉田憲司
- Tromborn : 臼井和夫、橋瓜智明
- Bass Tromborn : 岡田澄雄
- Strings : 玉野高久グループ
- Back Chorus : 伊集加代子グループ

### ノアノア
- Drums : 林立夫
- Bass : 高水健司
- Gut Guitar : 鈴木茂
- FENDER Piano : 坂本龍一
- Piano,OBERHEIM Polyphonic,ARP Strings Ensemble : 佐藤準
- Percussion : 浜口茂外也

### キスカ
- Drums : 村上秀一
- Bass : 高水健司
- Guitar : 大村憲司
- FENDER Piano,KORG Polyphonic : 坂本龍一
- Alto Sax,Soprano Sax : 土岐英史

### コズミック・サーフィン
- Drums : 高橋ユキヒロ
- KORG Polyphonic,ARP ODYSSEY : 細野晴臣、坂本龍一
- SEQUENCER,ARP AXXE : 細野晴臣
- FENDER Piano : 坂本龍一
- Percussion : 浜口茂外也

### スタッフ
- Produced by 酒井政利
- Director : 橋本伸一
- Enginner : 前島祐一
- Associate Enginner : 笠井”鉄平”
- Cutting Enginner : 槙田良夫（C.S.R.）
- Photographer : 浅井慎平
- Designer : 井上嗣也